# NGC 6351
NGC 6351 este o galaxie situată în constelația Hercule. A fost descoperită în 15 iulie 1879 de către Édouard Stephan⁠(d).